# Valle di Čuj
La Valle di Çüy (in kirghiso Чүй өрөөнү?) è una valle situata nella parte settentrionale del Tien Shan; prende il nome dall'omonimo fiume che l'attraversa.

La valle si estende dalle montagne Chu-Ili a nord, fino alla catena dell'Alatau kirghiso a sud e dal deserto del Moyun-Kum a ovest alla gola di Boom a est, dove si collega con la valle dell'Ysyk-Köl. 